# Војска Аустрије
Аустријска војска (  превод: Федерална војска Аустрије) је назив за оружане снаге Републике Аустрије.
Главни родови су Копнена војска и Ваздушне снаге, а поред тога постоје и Мисија подршка, Међународне мисије, Команда подршке, и специјалне снаге.
Аустрија нема излаз на море, али је у периоду од 1958. до 2006. године постојала је речна морнарица, која је патролирала Дунавом.

## Историја
Између 1918. и 1921. године, аустријски полурегуларна војска звала се Фолксвер (  превод Народна одбрана). Ова војска се борила против војске краљевине СХС, у покушају заузимања Корушке (данашња јужна Аустрија).
Аустријска војска је развила план за одбрану 1938. године, против Немачке, али политике прилике спречиле су спровођење плана.
Године 1955, Аустрија је прогласила неутралност, а аустријској војсци је тада главни циљ био да заштити неутралност Аустрије.
Са крајем Хладног рата, аустријској војсци је све више помагала гранична полиција у контроли прилива илегалних имиграната преко аустријске границе. Рат у суседном Балкану резултовало је укидањем ограничења на обиму наоружања аустријске војске, који је наметнут међународним уговором из 1955. године.

## Задаци
Главни задаци уставне аустријске војске данас су:
- да заштити уставом успостављене институције и становништву обезбеди слободу и демократију
- да одржава ред, мир и безбедност у земљи
- да пружи помоћ у случају природних катастрофа и несрећа изузетне величине.

## Наоружање
Аустријска војска поседује широк спектар опреме. Недавно, Аустрија је издвојила значајан износ новца за модернизацију својих војних арсенала.
Главни борбени тенк је Леопард 2, а Локид Ц-130 Херкул транспортни авион.

### Пешадијско наоружање
- 17 (пиштољ)
- , рафална пушка, користи је само Аустријска Гарда
- 69, рафални снајпер
- 74, митраљез
- , митраљез (користе само тенкови Леопард 2A4, УЛАН тенкови и Блек Хоук хеликоптери)
- , тешки митраљез
- 1, противтенковско оружје
- , пушка са више улога
- (81) минобацач
- M12-1111 (120mm), тешко наоружање

Оружје које користе само специјалне јединице:
- , машинка
- , машинка
- 870, сачмарица
- .50, пушка
- M82, пушка

-P 80
-MG 74

### Возила
- Леопард 2A4

### Ваздушни одбрамбени системи
- 20   65/68
- 35
- ракете

### Авиони
- Јурофајтер Тајфун
- Локид C-130 Херкулес
- Саб 105
- Сикорски S-70
- -58

## Чинови

### Официри
| Ознаке |                |             |          |         |       |             |          |                  |               |                  |                  |
| Ранг   | Званични кадет | Потпоручник | Поручник | Капетан | Мајор | Потпуковник | Пуковник | Бригадни генерал | Генерал-мајор | Генерал-пуковник | Генерал-пуковник |

### Подофицири
| Ознаке |          |        |                  |                 |                |
| Ранг   | Наредник | Водник | Водник III класе | Водник II класе | Водник I класе |

## Морнаричка ескадрила (1958—2006)
Године 1958. пуковник Брехт је наручио патролни чамац, као морнаричку ескадрилу војске, да патролира Дунавом, и служи заштити неутралности земље. Наредних 12 година, наручен је велики број пловила.
Ескадрилу су чинила 2 официра и 30 чланова посаде.
Компанија која је производила ове бродове, је затворена 1992. године. Са падом комунизма и немогућности да се одрже и поправе бродови, ескадрила је расформирана у 2006. години.